# Кениата, Ухуру
Ухуру Муигаи Кениата (англ. Uhuru Muigai Kenyatta; род. 26 октября 1961, Найроби, Британская Восточная Африка) — кенийский политический деятель, заместитель премьер-министра Кении с 2008 года и бывший министр финансов страны (2008—2012).
4 марта 2013 года, по результатам всеобщих выборов был избран президентом Кении и занимал эту должность до сентября 2022 года.

## Биография
Ухуру Кениата родился в Найроби, столице будущего государства Кения, в семье революционера и борца за независимость страны Джомо Кениаты. Окончил американский Амхерстский колледж.
В 1997 году начал свою политическую карьеру, победив в выборах на пост руководителя регионального отделения партии Национальный союз африканцев Кении (КАНУ). В том же году он попытался избраться в парламент Кении от столичного округа, но потерпел поражение, после чего на некоторое время отошёл от политики, занявшись бизнесом.
Тем не менее, президент Кении Даниэль арап Мои, решил вернуть Ухуру в политику и, воспользовавшись его происхождением, выдвинуть его в качестве своего преемника. В 1999 году он назначил Ухуру Кениату новым председателем Совета по Туризму Кении, а в октябре 2001 года он был включён в состав кабинета министров, получив пост министра по вопросам местного самоуправления. Также стремительно он продвигался и по партийной линии — в марте 2001 года он был избран одним из четырёх заместителей председателя правящей партии КАНУ.
В 2002 году он был выдвинут кандидатом в Президенты Кении от партии КАНУ. Действующий президент Даниэль арап Мои хотел бескровно передать власть своему стороннику. Но в октябре 2002 года, Ухуру потерпел сокрушительное поражение от более опытного политика Мваи Кибаки, ставшего, в итоге, третьим президентом Кении.
В результате поражения на президентских выборах и смены политического руководства Кении, Кениату пришлось создать собственную, Либерально-демократическую партию, дабы доказать свою самостоятельность от влияния бывшего президента Мои.
Тем не менее, он сохранял своё членство КАНУ. В конце января 2005 года, Ухуру Кениата победил Николаса Биуотта на выборах председателя КАНУ, получив 2980 голосов среди партийных делегатов против 622 голосов за Биуотта. В ноябре 2006 года была совершена попытка сместить его с этой должности, но уже через месяц Верховный суд Кении восстановил Ухуру Кениату на посту председателя КАНУ. Однако, 28 июня 2007 года, Верховный суд вновь начал рассмотрение дела Кениаты, и он был вынужден покинуть КАНУ и вступить в другую партию.
Являлся кандидатом на президентских выборах в Кении 2013 года. 4 марта 2013 года был избран президентом Кении, набрав по данным центризбиркома страны, более 50% голосов избирателей и победив своего основного конкурента, действующего премьер-министра страны Раила Одинга.
Ухуру также является владельцем империи семейного бизнеса, включающей в себя пятизвёздочные туристические отели, авиакомпании и коммерческое сельское хозяйство.
Ухуру Кениата, а также вице-президент Кении Уильям Руто и нескольких других кенийских политиков обвинялись прокурорами Международного уголовного суда в совершении преступлений против человечности во время политического кризиса в Кении в 2007—2008 годах. По версии прокуроров МУС, Кениата развернул в стране кампанию насилия после поражения на выборах. Однако в декабре 2014 года эти обвинения были сняты из-за отсутствия доказательств. 
Правительство Кениаты добилось средних темпов роста экономики в 5% в год, но, вместе с тем, к 2017 году государственный долг достиг 26 млрд долл. В стране реализовываются крупные инфраструктурные проекты (электроэнергетика, строительство железных и автодорог, морских портов).
В то же время, Транспэренси Интернешнл в своем мировом рейтинге за 2016 года поместила Кению по уровню коррупции на 145 место из 176. Агентство указывало на некомпетентность и неэффективность антикоррупционных служб страны, когда даже выявленным преступникам удавалось в суде уйти от наказания.
Был переизбран на пост президента страны на президентских выборах 2017 года.
В октябре 2021 года он был упомянут в скандале с Архивом Пандоры.